# Dasher
Dasher est un logiciel d’accessibilité informatique qui permet à des personnes d’écrire du texte sans utiliser de clavier d’ordinateur mais à l’aide d’un écran et un dispositif de pointage comme une souris, un touchpad, un écran tactile, un trackball, un joystick, un bouton, une Wiimote ou même une souris commandée par les pieds ou la tête. De tels dispositifs peuvent servir de prothèse pour les personnes handicapées qui sont dans l’impossibilité d’utiliser des claviers standards, ou dans toute situation qui rend leur usage difficile.

## Conception
Quel que soit le dispositif employé, l’utilisateur sélectionne une lettre parmi celles qui s’affichent sur un écran. Le système va alors utiliser un modèle prédictif probabiliste pour anticiper les combinaisons de lettres les plus probables dans le texte qui suit, et leur affecter une priorité plus élevée en les affichant que les combinaisons de lettres les moins probables. En ne sélectionnant la lettre suivante que parmi celles proposées, l’utilisateur gagne du temps. Ce processus de composition du texte a été assimilé à un jeu d’arcade, dans lequel les utilisateurs zoomeraient parmi les lettres apparaissant sur l’écran et les attraperaient pour saisir du texte. Le système apprend avec le temps quelles combinaisons de lettres sont les plus populaires, et il modifie progressivement son protocole d’affichage en fonction de ces informations.

## Caractéristiques
Le module Dasher contient de nombreux fichiers de données indépendants de toute architecture :
- descriptions des alphabets pour de nombreuses langues (plus de 60[1])
- paramètres de couleur des lettres
- fichiers d’apprentissage dans de nombreuses langues

## Production
Dasher est couvert par la licence GPL. Il est disponible sur plusieurs plates-formes, y compris Mac OS, Microsoft Windows, Pocket PC, et les systèmes d’exploitation de type Unix qui supportent GTK+.
Dasher a été inventé par David J. C. MacKay et développé par David Ward et d’autres membres du groupe de recherche de David MacKay à Cambridge. Le projet Dasher est soutenu par la Gatsby Charitable Foundation.